# Iran-Aseman-Airlines-Flug 746
Auf dem Iran-Aseman-Airlines-Flug 746 (Flugnummer IATA: EP746, ICAO: IRC746) verunglückte am 12. Oktober 1994 eine Fokker F28-1000 Fellowship im Krakas-Gebirge bei Natanz im Iran. Bei dem Unfall kamen alle 66 Personen an Bord ums Leben.

## Flugzeug
Die Maschine war eine Fokker F28 Fellowship 1000 mit der Werknummer 11070, die am 22. Juni 1973 ihren Erstflug absolviert hatte, ehe sie am 10. Juli 1973 an die Turkish Airlines ausgeliefert wurde, wo sie das Luftfahrzeugkennzeichen TC-JAS und den Taufnamen Samsun erhielt. Im September 1987 wurde die Maschine an die TAT European Airlines weiterveräußert, wo sie das neue Luftfahrzeugkennzeichen F-GEXU erhielt. Ab dem 4. Dezember 1988 war die Maschine an die Air Ontario verleast und wurde von dieser mit dem Luftfahrzeugkennzeichen C-FONG betrieben. Nachdem eine andere Maschine dieses Typs auf dem Air-Ontario-Flug 1363 wegen Vereisung, für die dieser Flugzeugtyp sehr anfällig ist, verunglückt war, ging die Maschine zum 4. Juli 1989 erneut mit dem Luftfahrzeugkennzeichen F-GEXU an die Leasinggeberin TAT, die die Maschine jedoch bereits am 11. Juli 1989 weiter an die Air Niugini verleaste, bei welcher die Fokker mit dem neuen Kennzeichen P2-ANY in Betrieb war. Am 31. Oktober 1989 kehrte die Maschine als Leasingrückläufer erneut in die Flotte der TAT European Airlines zurück, diesmal mit dem Luftfahrzeugkennzeichen F-GIAJ. Der letzte Leasingnehmer Iran Aseman Airlines hatte die Maschine seit Januar 1992 mit dem Luftfahrzeugkennzeichen EP-PAV in Betrieb. Das zweistrahlige Kurzstreckenflugzeug war mit zwei Triebwerken des Typs Rolls-Royce Spey 555-15 ausgerüstet.

## Passagiere, Besatzung und Flugplan
Mit der Maschine wurde der Inlandslinienflug EP746 von Isfahan nach Teheran durchgeführt. Die Maschine wurde zu diesem Zweck in Isfahan betankt. Den Flug hatten 59 Passagiere angetreten, es befand sich eine siebenköpfige Besatzung an Bord.

## Unfallbericht
Der Start in Isfahan verlief planmäßig. Nach 35 Minuten Flugzeit fielen plötzlich beide Triebwerke aus. Daraufhin kam es zu einem Strömungsabriss; die Maschine stürzte unkontrolliert zu Boden, ehe sie 47 Sekunden später an einem Berghang im Krakas-Gebirge nahe Natanz zerschellte und explodierte. Alle 66 Insassen kamen bei dem Unfall ums Leben.

## Ursache
Es stellte sich heraus, dass die Triebwerke ausgefallen waren, weil die Maschine in Isfahan mit verunreinigtem Kraftstoff betankt worden war.